# ミリシア (アメリカ合衆国)
アメリカ合衆国におけるミリシア（英語: militia）は、1903年民兵法 (Militia Act of 1903) に基づき、連邦政府の監督を受ける州兵と、それ以外の民兵に大別される。

## 分類
合衆国法典第10編では、民兵組織を下記のように規定している。
- 連邦政府も関与して組織された民兵（Organized militia）
  - 州兵
  - 海軍民兵（英語版）
- その他の民兵（Unorganized militia）

一方、各州の法律では、州防衛軍のように州政府が独自に組織した民兵も"organized militia"の範疇として、その他の民間武装組織のみを"unorganized militia"としている場合が多い。

## 歴史

### ミリシアの起源
英語における「ミリシア」は、元来、イングランド王国において武装条例に基づき地域住民によって組織されていた武装集団（jurata ad arma）のうち、国防を担うものとして分化したものを指す。イギリスによるアメリカ大陸の植民地化とともにこの制度も持ち込まれたが、イギリス本国の政治文化を踏まえつつ、アメリカ独自の発展を遂げていった。
アメリカ合衆国の植民地時代の1636年12月、マサチューセッツ湾直轄植民地において入植者たちによる民兵隊 (Massachusetts Bay Colonial Militia) が設置された。入植者による民兵組織そのものは、既にバージニア植民地において設置されていたものの、バージニアのものは古典的なイングランドの民兵組織の形態を踏襲していたのに対し、アメリカ先住民との紛争が多発するニューイングランドに位置するマサチューセッツ植民地においては、当時のヨーロッパで進んでいた軍制改革を参考にして歩兵連隊の制度を取り入れるなど、銃砲による戦闘を効果的に行えるよう改良を施していた。
同年から1754年にかけて東部の入植地の大部分に同様の組織が設置されており、現在ではマサチューセッツ州民兵連隊が創設された1636年12月13日がアメリカ陸軍州兵の起源とされる。植民地民兵隊は単なる軍事組織に留まらず、住民自治・学校教育・キリスト教会に並ぶ共和主義の支柱とも評されており、その訓練日には定住地から多くの人が集まることもあって、祝祭、更には政治を話し合う集会としての性格も帯びていた。植民地政府が住民の意に反する政策を採っている場合、ベイコンの反乱に見られるように、住民が民兵隊の多衆の威力によって反抗することもあった。
このような暴力による反抗の矛先が植民地政府ではなくイギリス本国に向かったのが、1773年のボストン茶会事件であった。以後、イギリス当局は反英主義の愛国派への取り締まりを強化したが、1775年4月には愛国派指導者の逮捕と民兵隊の武装解除を試みたイギリス軍に対しミニットマンなど現地の民兵隊が反撃して、レキシントン・コンコードの戦いが発生した。植民地住民の中にはイギリスの統治を容認する忠誠派も少なくなかったが、愛国派は忠誠派が民兵隊の指揮を執ることを良しとせず、植民地住民同士の争いも発生した。
このような状況では、政府の命令というだけでは民兵隊の隊員は従わず、将校が旗幟を鮮明にして兵員に説明して同意を得る必要があり、民兵隊は直接民主制の場にもなっていった。ただしイギリスとの和解を願う植民地住民もイギリス当局が植民地社会を蹂躙することは容認できず、1775年5月に開幕した第2次大陸会議では、13植民地の連合軍として大陸軍が結成された。以後、ジョージ・ワシントン司令官の求めに応じて多くの民兵隊が参集し、8年に渡る独立戦争で約16万人にものぼる民兵隊が動員されて主要な戦闘を戦い抜いた。

### 合衆国草創期と1792年民兵法
パリ条約によるイギリスとの講和が達成間近になるとアメリカ人の間では危機感が薄れ、戦争で荒廃した国土の復興に労力を振り向ける必要性もあって、同条約が調印された1783年には大陸軍は解散した。翌年には職業軍人による連隊 (First American Regiment) が創設されたものの、以後も連邦政府の軍事力は最低限に留められており、軍事作戦の必要が生じた際には、植民地民兵隊を引き継いだ各州の民兵隊に依存せざるをえない時代が続いた。国内での集団警備力としての運用もなされており、さっそく1794年のウィスキー税反乱で暴動鎮圧のために大規模に動員されている。
しかし州民兵隊は、連邦にとっても州にとっても扱いにくい存在であった。場合により多衆の威力によって統治者に反抗するという伝統は独立後も健在で、1786年のシェイズの反乱に見られるように、民衆反乱の際には民兵隊の手続きに従って組織され、更には鎮圧のため動員された州民兵隊が反乱民の窮状に同情して寝返るという事態もみられた。民兵隊員は自分たちのことを主権者である人民の意思を執行する組織とみなしており、憲法ができてもこれに縛られようとはしなかった。
州民兵隊は地域の集団的警備力としての性格を帯びていたこともあって、連邦政府がこれを動員するのは慎重にならざるをえなかった。この結果、連邦レベルにおいてはアメリカ合衆国憲法修正第2条として民兵の法的根拠が与えられるに留まり、連邦政府による関与はなかなか具体化しなかった。しかし北西インディアン戦争中の1791年、州民兵隊の訓練不足および常備軍との連携拒否のために史上最悪の敗北 (St. Clair's defeat) を喫したことを契機として、翌年に制定された1792年民兵法 (Militia Acts of 1792) によって民兵隊の位置付けが明確化されるとともに、軍隊としての組織化を図る法的根拠が与えられた。

### 州民兵隊の形骸化と変質
しかし1812年の米英戦争では、イギリス軍が自州に侵入してきた場合に備え、各州政府が装備・訓練が充足した部隊を手元に拘置していたこともあって、州から連邦に提供された民兵隊の戦いぶりは惨憺たるものであった。戦場にきた民兵隊のなかには武器を持たず軍服も着用していない者も多く、正規軍を驚かせた。もともと住民が頻繁に移住するアメリカにおいて民兵隊の構成員を適切に登録・訓練することは難しく、また装備は市民の自弁が原則とされていたが、貧困者が銃を購入することは難しかった。またこの戦争で民兵の惨憺たる戦いぶりが知られたこともあって、戦後には市民の間で民兵訓練への反発が広まって更に形骸化が進み、州によっては、普段着のままで点呼を取ったら後は家族同伴でのピクニックを行うというレクリエーションの場と化していた。1824年には、ペンシルベニア第84連隊の隊員たちは民兵隊の強制訓練を批判する人物を連隊長に選び、道化のようなコスチュームを着込んで、強制訓練の愚かしさを宣伝しながら街を練り歩いた。
このように市民からの反発が広まると、州の伝統的民兵の形骸化が更に加速し、1831年にデラウェア州が民兵隊の訓練義務を廃止したのを皮切りに、1850年代までに全州で強制軍事訓練は行われなくなった。当時のアメリカでは、農耕社会から産業社会への移行に伴って、かつては市民の奉仕によって行われていた業務を有給の専門職に委任するという市場革命が各分野で進んでおり、民兵隊の存在感が薄れて常備軍の重みが増すのもこの流れに沿ったものであった。また州政府にとっても、郷土から離れての作戦が難しい上に反抗するリスクもある伝統的民兵にかわり、より信頼できる志願兵によって部隊を組織できることは、特に反乱や暴動鎮圧に投入する際にはメリットとなった。また州が定めた基準を満たした市民団体を民兵隊として公認するという手法により、州政府の事務手続きを合理化することもできた。
1846年からの米墨戦争では、このような志願兵部隊が大きな役割を担った。しかし伝統的民兵から変質したとはいっても、民兵隊は依然として「市民兵の精神の体現者」を自任して事あるごとに正規軍の命令に反抗した上に、政党の選挙基盤となっていたために圧力団体としての性格もあり、政治家への圧力を恐れて、問題行動があっても正規軍がなかなか掣肘できないという問題があった。
1861年のサムター要塞の戦いによって南北戦争が開戦した時点では、北部でも奴隷制賛成派と反対派が混淆していたため、リンカーン大統領が民兵隊を動員することは困難であり、また各州政府も州民の動向を見定める必要があった。この状況下では、政界での成功を目指す政治家が指揮官となり、リンカーン大統領が掲げる主義主張への共鳴や金銭的利益を求めた志願兵によって構成された民兵隊が戦力の一端を担った。ただし州が提供する志願兵だけでは兵員が不足するようになり、1862年には民兵法を改正して、州政府による兵員徴募の規則を大統領が決定できるようにした。
しかし南北戦争を通じて軍事技術が発達し、機関銃のように高価な兵器が用いられるようになると、予算が限られた州政府の部隊が戦場で担える役割は減っていき、1873年恐慌に伴う社会不安もあって、銃後での活動が主体となっていった。またアメリカ合衆国の警察は、郡保安官や自治体警察といった地域ごとの設置を原則としており、20世紀に入るまでは州警察をもたない州も多かったが、地域の公安職は住民の民意に忖度する傾向もあったことから、郡保安官や自治体警察が地域住民に不評な州法の執行を拒否するのに対して州知事が州兵を用いて無法状態を回復することも行われていた。
19世紀後半の時点で、民兵隊は治安維持や災害救援などでは活動していたものの、戦争では常備軍が主役を担うようになっていた。このためもあり、1871年より渡米していた岩倉使節団の『米欧回覧実記』では、当時の州民兵隊について日本の消防との類似を指摘している。

### 州民兵隊の連邦化の進展
伝統的に民兵の装備は自弁が原則とされていたが、南北戦争中の1864年にオハイオ州が州の予算で軍服の購入および武器の貸与を行うこととしたのを皮切りに、州政府が負担する動きが広がっていた。そして連邦政府もこれを支援して、1887年には軍服や訓練費用への補助金が定められた。
1898年の米西戦争でも民兵隊が動員されたが、マサチューセッツ州やペンシルバニア州など産業化が進んだ大州では平時の訓練が充実しており速やかに部隊を派遣できた一方、テキサス州などの南部では動員令が下ってから部隊の編成に着手したため、兵員数はもちろん部隊構成を決めるのにも時間がかかり、部隊の移送計画の立案にも支障をきたし、また遅れて到着した志願兵の練度は低かった。この教訓から、まず1903年の民兵法 (Militia Act of 1903) によって州政府の下に常設の民兵隊（organized militia）が設置されることになり、また1908年の同法の改正によって民兵隊に遣外任務を課することも可能になったほか、連邦政府は民兵関連予算を増額するかわりに練度の監査を行うこととした。更に1916年国防法 (National Defense Act of 1916) において、部隊の編制や士官の選任が連邦の基準に基づいて行われるように定められるとともに、連邦軍を補完する「National Guard」として明記された。
しかし国防法の成立直後、パンチョ・ビリャに対する討伐遠征のため、同法に基づく州兵の召集を行ったものの、95,000人いるはずだった隊員のうち召集に応じたのが47,600名で、しかもそのうち24,000名は身体検査で不適格となるなど、不首尾に終わった。このため、翌年の第一次世界大戦参戦に際してアメリカ外征軍（AEF）を編成するにあたっては、選抜徴兵制 (Selective Service Act of 1917) が施行された。
AEFの編成には州の常設民兵隊も大きな役割を果たし、州兵から派遣された人員がその2割を占めた。交戦相手であるドイツ参謀本部が「最も優秀な米軍部隊」と称した8個部隊のうちの実に6個が州兵部隊であったとされている。しかし部隊の編成や指揮官の選任は連邦側によって決められており、州から送り出される際に整えられていた編成を連邦側が大きく変更して再編成するなど、主導権は完全に連邦側にあり、従来の戦争における動員とは全く異なっていた。

### 民間ミリシアの再興
地域共同体を基盤とする民兵組織は、上記のように植民地政府から州政府へと引き継がれたのちに州兵として回収され、民間武装勢力としての性格は希薄になっていったが、これを補うように、1990年代には政府からの自由を保障するための民間武装勢力の創設運動が広まった。これは1992年8月のアイダホ州ルビーリッジにおける白人至上主義・孤立主義者（ウィーバー一家）に対する法執行（ルビーリッジの悲劇）や1993年4月のテキサス州ウェーコにおけるブランチ・ダビディアンに対する法執行（ウェーコの悲劇）を連邦政府の専横と捉えた白人至上主義者が主体となっており、頂点を迎えた1995年から1996年には団体数にして800個に達したものの、オクラホマシティ連邦政府ビル爆破事件の犯人がそのような団体の構成員であったことから、危険団体とみなされるようになり、減少に転じていった。ただしバラク・オバマがアメリカ合衆国大統領に就任した2008年からは、民兵組織の数は再び増加し始めており、2008年以前は約43個であったのに対し、2011年には334個となった。